# Hamza Güreler
Hamza Güreler (* 10. April 2006 im Bayrampaşa) ist ein türkischer Fußballspieler, der seit 2024 beim Istanbul Başakşehir FK unter Vertrag steht.

## Karriere

### Verein
Güreler begann seinen Laufbahn in der Jugendverein von Genç Yıldızlar SK und spielte anschließend für die Nachwuchsmannschaften von Beşiktaş Istanbul und Dağyenice. 2019 wechselte er bei İstanbul Başakşehir. Am 13. Oktober 2023 unterzeichnete er seinen ersten Profivertrag bei Istanbul Başakşehir FK. Sein Debüt in der Süper Lig gab er am 28. Januar 2024 bei einem 3:2-Sieg gegen Konyaspor.

### Nationalmannschaft
Güreler spielte 2024 für die türkische U19-Nationalmannschaft und wurde im September desselben Jahres in die U21-Auswahl berufen.